# Celestial Echoes
Celestial Echoes (Ecos Celestiales, significa Divino Celestial), Es una banda musical de Filipinas, "se formó en noviembre de 1982 por jóvenes amantes de la música de la parte meridional de las Filipinas, en su mayoría estudiantes de Philippine Union College (actualmente Universidad Adventista de las Filipinas), bajo la dirección de la Señora. Leonabelle p. Elumir-Berdida. El propósito de la organización de este grupo fue la de fortalecer la buena comunión con otros estudiantes talentosos musicalmente adoptando a diferentes cursos con un objetivo común: mejorar sus habilidades musicales y para honrar y glorificar a Dios, así como ser capaces de difundir el Evangelio de Dios, como el mensaje de amor a través de canciones de alabanza. Además, la oración ferviente y constante ha sido un factor importante que ha fortalecido a esta agrupación a través de los años. En los meses de octubre y noviembre del 2000, el grupo fue elegido para ser el grupo oficial para cantar y ayudar a la cruzada religiosa de Marcos Finley (ACTS 2000) en Tokio, Japón. El grupo acababa de publicar un álbum titulado A CAPELLA el verano pasado (2004) y actualmente como miembro activo de la Madz et al. (Una red de grupos corales y musicales de talentos dirigida por los miembros y exalumnos de los Cantantes Madrigal de Filipinas), a estos logros bajo la dirección del Señor Warlito Yalung. El grupo, desde su organización, ha cantado y ha actuado en conciertos de gala y religiosos en torno a las principales ciudades de Filipinas. Grandes conciertos han sido incluidos como presentaciones en el Teatro Metropolitano, Phil-Soy Vida Teatro, PICC mini-teatro, teatro principal y CCP. A través de estas actuaciones, muchos se han inspirado en el repertorio del grupo que les ha dado una presentación musical hasta la fecha.
- Datos: Q5760135